# Beda Adlhoch
Beda Adlhoch OSB, Taufname Franz Xaver Adlhoch (* 19. November 1854 in Ingolstadt; † 3. April 1910 in Metten), war ein deutscher Benediktiner im bayerischen Kloster Metten und Professor der Philosophie in Rom.

## Biografie
Franz Xaver Adlhoch besuchte die Lateinschule in Ingolstadt und anschließend das Gymnasium in Metten. Es folgte 1872 das Studium der Philosophie und Theologie an der Universität Innsbruck. In Innsbruck empfing er 1878 die Priesterweihe. Nach der Promotion zum Dr. theol. trat er 1879 in die Benediktinerabtei Metten ein, wo er bei der Profess den Ordensnamen Beda erhielt. Vom Kloster wurde er 1881 zu Studium der Philologie an die Universität Würzburg geschickt. Ab 1886 war er als Präfekt im Klosterseminar in Metten eingesetzt. 1891 wurde er als Professor der Philosophie an die Ordenshochschule S. Anselmo nach Rom entsandt. Als Lehrer der Philosophie fügte er sich zwar den kirchlichen Vorgaben und orientierte sich an Thomas von Aquin; zugleich aber bemühte er sich, die Enge der (Neu-)Scholastik zu überwinden, indem er auch auf das philosophische Denken des Frühmittelalters zurückgriff. Nach seiner Rückkehr nach Metten 1899 war er bis zu seinem Tod 1910 als Lektor der Exegese und Kirchengeschichte im Hausstudium des Klosters tätig.

## Werke (Auswahl)
- Praefationes ad Artis scholasticae inter Occidentales fata, Brünn 1896–98.
- Zur Vita S. Mauri, in: Studien und Mitteilungen 26 (1905)
- Zur wissenschaftlichen Erklärung des Atheismus, Fulda 1905.
- Zahlreiche Aufsätze in den Studien und Mitteilungen, im Philosophischen Jahrbuch der Görres-Gesellschaft und in der Revue de philosophie.